# PHM Racing
A PHM Racing egy német autóverseny-csapat. Ez a csapat az olasz Formula–4-es, a német Formula–4-es és a Egyesült Arab Emírségek-i Formula–4-bajnokságokban versenyez 2023-ban. 2023-tól a Közel-keleti Formula Regional Bajnokságban is részt vesznek. A PHM Racing 2023-tól a Charouz Racing Systemmel együttműködve vesz részt a Formula–2-ben és a Formula–3-ban.

## Története
Az együléses programját 2021 végén felfüggesztő Mücke Motorsport hamvaiból született PHM Racinget Paul Müller alapította, főként a Mücke Motorsport egykori mérnökeiből álló csapattal, célja egy nonprofit csapat létrehozása volt. A csapat 2022-ben tette meg első lépést a Egyesült Arab Emírségek-i Formula–4-bajnokságban, Nikita Bedrinnel, Jonas Rieddel és Taylor Barnarddal versenyezve. A csapat első futamgyőzelmét Barnard érte el, majd pár versennyel később Bedrinnel közösen kettős győzelmet arattak, ezt követően Paul Müller, a csapat tulajdonosa bejelentette, hogy beszállnak az olasz és a német F4-es bajnokságba is.

## Eredmények

### Olasz F4-es bajnokság
| Év   | Autó           | Versenyzők             | Versenyek | Győzelmek | Pole-pozíciók | L.K. | Pontszám | V.H. | Cs.H. |
| ---- | -------------- | ---------------------- | --------- | --------- | ------------- | ---- | -------- | ---- | ----- |
| 2022 | Tatuus F4-T421 | Taylor Barnard         | 20        | 0         | 0             | 0    | 103      | 8.   | 3.    |
| 2022 | Tatuus F4-T421 | Nikita Bedrin          | 20        | 0         | 0             | 0    | 77       | 12.  | 3.    |
| 2022 | Tatuus F4-T421 | Jonas Ried             | 20        | 0         | 0             | 0    | 1        | 25th | 3.    |
| 2022 | Tatuus F4-T421 | Victoria Blokhina      | 20        | 0         | 0             | 0    | 0        | 34.  | 3.    |
| 2023 | Tatuus F4-T421 | Valentin Kluss         |           |           |               |      |          |      |       |
| 2023 | Tatuus F4-T421 | James Egozi            |           |           |               |      |          |      |       |
| 2023 | Tatuus F4-T421 | Nandhavud Bhirombhakdi |           |           |               |      |          |      |       |
| 2023 | Tatuus F4-T421 | Victoria Blokhina      |           |           |               |      |          |      |       |

### Egyesült Arab Emírségek-i Formula–4-bajnokság
| Év   | autó           | Drivers                | Versenyek | Győzelmek | Pole Pozíciók | L.K. | Pontok | V.H. | Cs.H. |
| ---- | -------------- | ---------------------- | --------- | --------- | ------------- | ---- | ------ | ---- | ----- |
| 2022 | Tatuus F4-T421 | Nikita Bedrin          | 19        | 2         | 1             | 1    | 198    | 4th  | 3.    |
| 2022 | Tatuus F4-T421 | Taylor Barnard         | 20        | 1         | 0             | 0    | 80     | 9th  | 3.    |
| 2022 | Tatuus F4-T421 | Jonas Ried             | 20        | 0         | 0             | 0    | 4      | 23rd | 3.    |
| 2023 | Tatuus F4-T421 | Noah Strømsted         | 15        | 0         | 0             | 0    | 55     | 9th  | 5th   |
| 2023 | Tatuus F4-T421 | Valentin Kluss         | 15        | 0         | 0             | 0    | 50     | 10th | 5th   |
| 2023 | Tatuus F4-T421 | Akshay Bohra           | 15        | 0         | 0             | 0    | 11     | 21st | 5th   |
| 2023 | Tatuus F4-T421 | Nandhavud Bhirombhakdi | 6         | 0         | 0             | 0    | 0      | 31st | 5th   |
| 2023 | Tatuus F4-T421 | Jakob Bergmeister      | 9         | 0         | 0             | 0    | 0      | 40th | 5th   |

### Formula Regional Middle East bajnokság
| Év   | Autó            | Vezető         | Versenyek | Győzelmek | Pole-pozíciók | L.K. | Pontszám | V.H. | Cs.H. |
| ---- | --------------- | -------------- | --------- | --------- | ------------- | ---- | -------- | ---- | ----- |
| 2023 | Tatuus F3 T-318 | Taylor Barnard | 15        | 2         | 0             | 3    | 152      | 2nd  | 2nd   |
| 2023 | Tatuus F3 T-318 | Joshua Dufek   | 15        | 0         | 0             | 3    | 105      | 6th  | 2nd   |
| 2023 | Tatuus F3 T-318 | Nikita Bedrin  | 15        | 2         | 2             | 0    | 78       | 8th  | 2nd   |

### FIA Formula–2-bajnokság
| Év   | Kocsiszekrény   | Motor                 | Abroncs | Vezető         | Versenyek | Győzelmek | Pole-pozíciók | L.K. | Dobogók | V.H. | Pont | Cs.H. | Pont |
| ---- | --------------- | --------------------- | ------- | -------------- | --------- | --------- | ------------- | ---- | ------- | ---- | ---- | ----- | ---- |
| 2023 | Dallara F2 2018 | Mecachrome V634T V6 t | P       | Roy Nissany    | 6         | 0         | 0             | 0    | 0       | 18.  | 0    | 10.*  | 0*   |
| 2023 | Dallara F2 2018 | Mecachrome V634T V6 t | P       | Brad Benavides | 6         | 0         | 0             | 0    | 0       | 21.  | 0    | 10.*  | 0*   |

#### Részletezve
*   (A félkövérrel szedett versenyek a pole-pozíciót jelentik, a dőlt betűvel szedett versenyek a leggyorsabb kört jelentik)
| Év   | Vezetők        | 1      | 2      | 3      | 4      | 5      | 6      | 7      | 8      | 9      | 10     | 11     | 12     | 13     | 14     | 15     | 16     | 17     | 18     | 19     | 20     | 21     | 22     | 23     | 24     | 25     | 26     | 27     | 28     | Cs.H. | Pontszám |
| ---- | -------------- | ------ | ------ | ------ | ------ | ------ | ------ | ------ | ------ | ------ | ------ | ------ | ------ | ------ | ------ | ------ | ------ | ------ | ------ | ------ | ------ | ------ | ------ | ------ | ------ | ------ | ------ | ------ | ------ | ----- | -------- |
| 2023 |                | BHRSPR | BHRFEA | JEDSPR | JEDFEA | ALBSPR | ALBFEA | BAKSPR | BAKFEA | IMOSPR | IMOFEA | MCOSPR | MCOFEA | CATSPR | CATFEA | RBRSPR | RBRFEA | SILSPR | SILFEA | HUNSPR | HUNFEA | SPASPR | SPAFEA | ZANSPR | ZANFEA | MNZSPR | MNZFEA | YMCSPR | YMCFEA | 10th* | 0*       |
| 2023 | Roy Nissany    | 18     | 11     | 10     | 11     | 9      | Ret    |        |        |        |        |        |        |        |        |        |        |        |        |        |        |        |        |        |        |        |        |        |        | 10th* | 0*       |
| 2023 | Brad Benavides | 19     | 18     | 18     | Ret    | Ret    | 12     |        |        |        |        |        |        |        |        |        |        |        |        |        |        |        |        |        |        |        |        |        |        | 10th* | 0*       |

### FIA Formula–3-bajnokság
| Év   | Kocsiszekrény  | Motor              | Abroncs | Vezető         | Verseny | Győzelem | Pole-pozíció | Leggyorsabb Kör | Dobogó | V.H. | Pont | Cs.H. | Pont |
| ---- | -------------- | ------------------ | ------- | -------------- | ------- | -------- | ------------ | --------------- | ------ | ---- | ---- | ----- | ---- |
| 2023 | DallaraF3 2019 | Mecachrome V634 V6 | P       | Sophia Flörsch | 4       | 0        | 0            | 0               | 0      | 25.  | 0    | 10.*  | 0*   |
| 2023 | DallaraF3 2019 | Mecachrome V634 V6 | P       | Roberto Faria  | 4       | 0        | 0            | 0               | 0      | 28.  | 0    | 10.*  | 0*   |
| 2023 | DallaraF3 2019 | Mecachrome V634 V6 | P       | Piotr Wiśnicki | 4       | 0        | 0            | 0               | 0      | 30.  | 0    | 10.*  | 0*   |

#### Részletezve
*   (A félkövérrel szedett versenyek a pole-pozíciót jelentik, a dőlt betűvel szedett versenyek a leggyorsabb kört jelentik)
| Év   | Vezető         | 1      | 2      | 3      | 4      | 5      | 6      | 7      | 8      | 9      | 10     | 11     | 12     | 13     | 14     | 15     | 16     | 17     | 18     | 19     | 20     | T.C. | Pontszám |
| ---- | -------------- | ------ | ------ | ------ | ------ | ------ | ------ | ------ | ------ | ------ | ------ | ------ | ------ | ------ | ------ | ------ | ------ | ------ | ------ | ------ | ------ | ---- | -------- |
| 2023 |                | BHRSPR | BHRFEA | ALBSPR | ALBFEA | IMOSPR | IMOFEA | MCOSPR | MCOFEA | CATSPR | CATFEA | RBRSPR | RBRFEA | SILSPR | SILFEA | HUNSPR | HUNFEA | SPASPR | SPAFEA | MNZSPR | MNZFEA | 10.* | 0*       |
| 2023 | Sophia Flörsch | 22     | 20     | 16     | 18     |        |        |        |        |        |        |        |        |        |        |        |        |        |        |        |        | 10.* | 0*       |
| 2023 | Roberto Faria  | 24     | 25     | 18     | Ki     |        |        |        |        |        |        |        |        |        |        |        |        |        |        |        |        | 10.* | 0*       |
| 2023 | Piotr Wiśnicki | 25     | 24     | 23     | Ki     |        |        |        |        |        |        |        |        |        |        |        |        |        |        |        |        | 10.* | 0*       |

## Korábbi versenyeredmények

### ADAC Formula–4-bajnokság
| Év   | Autó           | Versenyző      | Versenyek | Győzelmek | Pole-pozíciók | L.K. | Pontok | V.H. | Cs.H. |
| ---- | -------------- | -------------- | --------- | --------- | ------------- | ---- | ------ | ---- | ----- |
| 2022 | Tatuus F4-T421 | Taylor Barnard | 18        | 5         | 3             | 3    | 266    | 2nd  | 2.    |
| 2022 | Tatuus F4-T421 | Nikita Bedrin  | 18        | 1         | 0             | 1    | 175    | 4th  | 2.    |
| 2022 | Tatuus F4-T421 | Jonas Ried     | 18        | 0         | 0             | 1    | 71     | 9th  | 2.    |
| 2022 | Tatuus F4-T421 | Valentin Kluss | 12        | 0         | 0             | 0    | 61     | 11th | 2.    |

## Idővonal
| Jelenlegi versenysorozatok                | Jelenlegi versenysorozatok |
| ----------------------------------------- | -------------------------- |
| Olasz Formula–4-bajnokság                 | 2022–                      |
| Formula 4 UAE Championship                | 2022–                      |
| FIA Formula 2 Championship                | 2023–                      |
| FIA Formula 3 Championship                | 2023–                      |
| Formula Regional Middle East Championship | 2023–                      |
| Korábbi versenyek                         |                            |
| ADAC Formula 4                            | 2022                       |